# Автошлях B1 (Німеччина)
Федеральний автошлях 1 (B1, нім. Bundesstraße 1)  — федеральна дорога у Німеччині, яка простягається від голландського кордону біля Аахена на заході до польського кордону в передовій частині Кюстрінера на Одері на сході. Від перехрестя Гольцвіккеде до перехрестя Дортмунд/Унна B1 є частиною європейського маршруту 331 на короткий відрізок, який починається там і йде до Касселя.
Найвідомішими ділянками сьогодні є Рейнський тунель в Дюссельдорфі, A 40, одна з найбільш завантажених трас у Німеччині з 155 000 автомобілів на день, історичний міст Глінікера як прикордонний міст під час поділу Німеччини, і схема дороги в Берліні, яка охоплює значні частини сходу та заходу, представлені в історії Західної Німеччини.
Дорога розвинулася від старого торгового шляху на рубежі століть через Хелльвег і Via Regia до 1392-кілометрової колишньої Райхштрассе 1, яка пролягала від німецько-голландського кордону поблизу Аахена через Рурські вугільні родовища, Магдебург, Берлін і Кенігсберг до німецько-литовського кордону вела і, таким чином, була найдовшою німецькою дорогою, яка будь-коли існувала. За часів НДР вона називалася Fernverkehrsstraße 1 або скорочено F1.